# クリバース
クリバース株式会社（英称:CREVERSE CO., LTD）は、京都府城陽市に本社を置くLEDメーカー。
創業は1986年（昭和61年）。創業者は、代表取締役の一松 秀延。

## 概要
LED（発光ダイオード）の精密実装技術を武器に、LED製品を展開する開発型企業である。
1990年代後半、開発が遅れていた青色LEDが出現し、三原色が揃ったことが転機となり発展。社名も「Creatibe　Universe」を略した「クリバース」と改めた。

## 社名の由来
産学連携の高い開発技術をベースとした、「Creatibe」＋「Universe」を掛け合わせ、「CreVerse（クリバース）」と命名。

## 特許
定電流レギュレータ制御LSIの開発により特許取得。機能として、12～240ボルトの電流を、LED駆動に適した、定電圧下で稼働させ、定電流に高効率でコンバートする。
この制御LSIを組み込んだLEDは、家電や携帯製品に幅広く展開することが可能。